# Опаринский район
Опа́ринский райо́н — административно-территориальная единица (район) на северо-западе Кировской области России. В рамках организации местного самоуправления в границах района существует муниципальное образование Опаринский муниципальный округ (с 2004 до 2021 гг. — муниципальный район).
Административный центр — посёлок городского типа Опарино.

## География
Район граничит с Подосиновским, Лузским, Даровским и Мурашинским районами Кировской области, а также с Вологодской и Костромской областями и Республикой Коми.
Площадь территории — 6042,86 км² (по другой оценке 6070 км²).
Основные реки — Молома, Кузюг, Волманга. По территории района проходит водораздел бассейнов рек Волги и Северной Двины, что нашло своё отражение в гербе района.

## История
Район образован 10 апреля 1924 года в результате административной реформы, связанной с отменой уездного и волостного деления и проведения районирования в Северо-Двинской губернии на основании декрета ВЦИК РСФСР «Об административном делении Северодвинской губернии» .
С 1929 года по 1936 год — в составе Северного края РСФСР, в том числе в период с 1929 по 1930 год — в составе Северо-Двинского округа Северного края РСФСР.
С 1936 по 1937 год — в составе Северной области РСФСР.
С 1937 по 1941 — в составе Архангельской области РСФСР.
В состав Кировской области РСФСР вошёл в 1941 году.
14 сентября 1959 года упразднён с передачей территории Даровскому и Мурашинскому районам.
30 декабря 1966 года Опаринский район вновь образован из части территории Мурашинского района.
В 2004 году рабочие посёлки Заря и Маромица преобразованы в сельские населённые пункты (посёлки).

## Население
| 1970    | 1979    | 1989    | 2002    | 2009    | 2010    | 2011    | 2012    | 2013    |
| ------- | ------- | ------- | ------- | ------- | ------- | ------- | ------- | ------- |
| 22 292  | ↘20 012 | ↘18 219 | ↘14 631 | ↘12 951 | ↘11 795 | ↘11 746 | ↘11 318 | ↘10 985 |
| 2014    | 2015    | 2016    | 2017    | 2018    | 2019    | 2020    | 2021    |         |
| ↘10 672 | ↘10 223 | ↘9955   | ↘9760   | ↘9440   | ↘9107   | ↘8709   | ↘7340   |         |

### Урбанизация
Городское население (пгт Опарино) составляет 53,01 % от всего населения района.

## Населённые пункты
В Опаринском районе (муниципальном округе) 41 населённый пункт, в том числе один городской (рабочий посёлок) и 40 сельских населённых пунктов.
| №  | Населённый пункт    | Тип     | Население | Бывшее муниципальное образование |
| -- | ------------------- | ------- | --------- | -------------------------------- |
| 1  | Опарино             | пгт     | ↗3891     | Опаринское городское поселение   |
| 2  | Альмеж              | посёлок | #Н/Д      | Альмежское сельское поселение    |
| 3  | Березовка           | деревня | 1         | Опаринское городское поселение   |
| 4  | Вазюк               | посёлок | 571       | Вазюкское сельское поселение     |
| 5  | Ванинская           | деревня | 0         | Вазюкское сельское поселение     |
| 6  | Верлюг              | деревня | 1         | Опаринское городское поселение   |
| 7  | Верхний Починок     | деревня | 2         | Речное сельское поселение        |
| 8  | Верхняя Волманга    | посёлок | 201       | Стрельское сельское поселение    |
| 9  | Верхняя Паломица    | деревня | 4         | Речное сельское поселение        |
| 10 | Волгарица           | деревня | 1         | Стрельское сельское поселение    |
| 11 | Волоковая 1         | деревня | 0         | Вазюкское сельское поселение     |
| 12 | Волоковая 2         | деревня | 0         | Вазюкское сельское поселение     |
| 13 | Дуванное            | деревня | 43        | Стрельское сельское поселение    |
| 14 | Заосиновка          | деревня | 0         | Опаринское городское поселение   |
| 15 | Заря                | посёлок | ↘666      | Заринское сельское поселение     |
| 16 | Кокоулинская        | деревня | 1         | Стрельское сельское поселение    |
| 17 | Культура            | деревня | 313       | Опаринское городское поселение   |
| 18 | Латышский           | посёлок | 176       | Опаринское городское поселение   |
| 19 | Мамошино            | деревня | 0         | Стрельское сельское поселение    |
| 20 | Маромица            | посёлок | ↘771      | Маромицкое сельское поселение    |
| 21 | Молома              | село    | 288       | Опаринское городское поселение   |
| 22 | Нагибино            | посёлок | 5         | Вазюкское сельское поселение     |
| 23 | Нижний Починок      | деревня | 9         | Речное сельское поселение        |
| 24 | Нижняя Волманга     | деревня | 17        | Опаринское городское поселение   |
| 25 | Нижняя Паломица     | деревня | 106       | Речное сельское поселение        |
| 26 | Ново-Кузюгская      | деревня | 0         | Вазюкское сельское поселение     |
| 27 | Петровская          | деревня | 3         | Вазюкское сельское поселение     |
| 28 | Поставленная Вновь  | деревня | 0         | Опаринское городское поселение   |
| 29 | Речной              | посёлок | 940       | Речное сельское поселение        |
| 30 | Сапоговская         | деревня | 39        | Стрельское сельское поселение    |
| 31 | Северный            | посёлок | 1216      | Речное сельское поселение        |
| 32 | Сергеевская Веретея | деревня | 20        | Вазюкское сельское поселение     |
| 33 | Слудка              | деревня | 0         | Стрельское сельское поселение    |
| 34 | Стрельская          | деревня | 212       | Стрельское сельское поселение    |
| 35 | Холоватка           | деревня | 6         | Опаринское городское поселение   |
| 36 | Чалбун              | деревня | 4         | Стрельское сельское поселение    |
| 37 | Чурсья              | посёлок | 80        | Опаринское городское поселение   |
| 38 | Шабурская           | деревня | 0         | Стрельское сельское поселение    |
| 39 | Шабуры              | село    | 73        | Стрельское сельское поселение    |
| 40 | Шадрино             | село    | 15        | Стрельское сельское поселение    |
| 41 | Шадринская          | деревня | 13        | Стрельское сельское поселение    |

## Муниципальное устройство
В рамках организации местного самоуправления в границах района функционирует Опаринский муниципальный округ (с 2004 до 2021 года — муниципальный район).
История территориально-муниципального устройства
К 2004 году в состав района входили 11 сельских округов и 3 посёлка городского типа (Опарино, Заря, Маромица, два последних из которых преобразованы в сельские посёлки).
В конце 2004 года в рамках организации местного самоуправления в образованном муниципальном районе были созданы 9 муниципальных образований, в том числе 1 городское и 8 сельских поселений (в границах сельских округов).
Законом Кировской области от 5 июля 2011 года было упразднено Верхневолмангское сельское поселение, а посёлок Верхняя Волманга включён в Стрельское сельское поселение.
Законом Кировской области от 12 апреля 2016 года было упразднено Моломское сельское поселение (включено в Опаринское городское поселение).
С 2016 до конца 2020 года муниципальный район включал 7 муниципальных образований, в том числе 1 городское и 6 сельских поселений:
| № | Муниципальное образование      | Административный центр | Количество населённых пунктов | Население (чел.) | Площадь (км²) |
| - | ------------------------------ | ---------------------- | ----------------------------- | ---------------- | ------------- |
| 1 | Опаринское городское поселение | пгт Опарино            | 11                            | ↗4390            | 1718,10       |
| 2 | Альмежское сельское поселение  | посёлок Альмеж         | 1                             | ↘277             | 316,05        |
| 3 | Вазюкское сельское поселение   | посёлок Вазюк          | 8                             | ↘390             | 456,21        |
| 4 | Заринское сельское поселение   | посёлок Заря           | 1                             | ↘666             | 149,95        |
| 5 | Маромицкое сельское поселение  | посёлок Маромица       | 1                             | ↘771             | 137,49        |
| 6 | Речное сельское поселение      | посёлок Речной         | 6                             | ↘544             | 1309,80       |
| 7 | Стрельское сельское поселение  | деревня Стрельская     | 13                            | ↘302             | 1955,26       |

К январю 2021 года муниципальный район и все входившие в его состав городское и сельские поселения были упразднены и объединены в муниципальный округ. В административном районе упразднены сельские округа (в границах которых и существовали сельские поселения).

## Органы местного самоуправления
Структуру органов местного самоуправления района составляют:
- Опаринская районная дума;
- глава Опаринского муниципального района Кировской области РФ;
- администрация Опаринского муниципального района Кировской области РФ

Опаринская районная дума состоит из 20 депутатов, избираемых сроком на 4 года.

### Глава муниципального образования
Глава Опаринского муниципипального района возглавляет Опаринскую районную думу. Представляет район в отношениях с органами местного самоуправления других муниципальных образований, органами государственной власти, гражданами и организациями.
Главами являлись:
- с 5.04.2011 — Седельников Михаил Петрович[31]
- 28.11.2006 — 2011 год — Наволоцкий Вячеслав Васильевич

### Глава администрации
Глава администрации Опаринского муниципального осуществляет руководство деятельностью администрации района, отраслевых органов администрации района, структурных подразделений администрации района по решению всех вопросов, отнесённых к компетенции администрации района.
Главами администрации являлись:
- с 27.04.2011 — Макаров Андрей Дмитриевич
- 4.04.2006 — 2011 год — Буяков Александр Сидорович

### Председатели райисполкома
С 1929 по 1991 годы в райисполкоме председательствовали:
| Ф. И. О.                        | Время замещения должности    |
| ------------------------------- | ---------------------------- |
| Шубин Георгий Ильич             | сентябрь 1938 — июнь 1942    |
| Котельников Василий Дмитриевич  | июнь 1942 — март 1946        |
| Шубин Георгий Ильич             | март 1946 — март 1950        |
| Подволоцкий Иван Алексеевич     | март — сентябрь 1950         |
| Попов Александр Васильевич      | сентябрь 1950 — октябрь 1956 |
| Галкин Алексей Михайлович       | октябрь 1956 — ноябрь 1958   |
| Мильков Юрий Петрович           | ноябрь 1958 — ноябрь 1959    |
| Плехов Василий Алексеевич       | январь 1967 — август 1968    |
| Смехов Василий Константинович   | август 1968 — май 1975       |
| Парфенов Николай Семенович      | июнь 1975 — май 1977         |
| Кравченко Анатолий Митрофанович | май 1977 — январь 1983       |
| Бобров Федор Александрович      | январь 1983 — апрель 1986    |
| Матвеев Анатолий Андреевич      | апрель 1986 — декабрь 1991   |

## Экономика
В послевоенные годы развивается лесная промышленность. К 90-м годам XX в. на территории района открыты месторождения торфа и глины, но данные месторождения не разрабатываются. Главным богатством района является лес. Предприятия лесной промышленности по-прежнему составляют основу экономической базы района.
Химическая промышленность:
- ОАО «Моломский лесохимический завод».

Лесозаготовка и деревообработка:
- ОАО «Берёзовский ЛПХ».
- ЗАО "Холдинговая компания «Опаринский леспромхоз» (включая дочерние предприятия: ЗАО «Вазюк-Лес» и ЗАО «Опарино-Лес»).
- Паломицкий филиал ОАО «Лесной профиль».
- ООО «Опаринолеспром» (дочернее предприятие ОАО «Кировлеспром»).
- федеральное бюджетное учреждение «Объединение исправительных колоний № 1 Управления Федеральной службы исполнения наказаний по Кировской области».

Также на территории района ведут лесозаготовительную деятельность предприятия, расположенные за пределами Опаринского района (ОАО «Лесной профиль», Киров).

## Транспорт
Через район проходят железная дорога Киров—Котлас, автодороги местного значения IV и V категорий.
На территории района ведётся строительство автодороги Киров — Котлас — Архангельск регионального значения. Её строительство предусмотрено стратегией социально-экономического развития Кировской области на период до 2020 года, утверждённой постановлением Правительства Кировской области от 06.12.2009 № 33/432 в рамках развития транспортной инфраструктуры области до 2015 года с участием в федеральной целевой программе «Развитие транспортной системы России (2010—2015 годы)».
В настоящее время построен участок автодороги до посёлка Опарина, соединивший районный центр с Кировом. Автодорога IV категории с асфальтобетонным покрытием на участке Мураши — Вазюк с расчётной скоростью 90 км/ч, и со щебеночным покрытием на участке Вазюк — Опарино Рекомендуемая скорость — 30 км/ч, так как асфальтобетонного покрытия нет, то дорога была разбита на 85 % за 2 года.
В Опаринском районе запланировано дальнейшее строительство на участках:
- Опарино — Альмеж протяжённостью 26,7 км — дорога IV категории со щебеночным покрытием с расчётной скоростью движения 80 км/ч[33].
- Альмеж — Скрябино протяжённостью 13,841 км, в том числе подъезд к посёлку Альмежу 1,33 км — дорога IV категории со щебеночным покрытием с расчётной скоростью движения 80 км/ч[33].

## Средства массовой информации
Печатное издание — районная информационная аналитическая газета «Опаринская искра».
Тираж — 1420 экземпляров. Периодичность выхода — 3 раза в неделю (156 раз в год).
Главный редактор — Гребенёва Наталья Николаевна.

## Достопримечательности
Список объектов культурного наследия
Памятники архитектуры:
| Логотип конкурса «Вики любит памятники» | Объект культурного наследия: № 4300000190 |

| Логотип конкурса «Вики любит памятники» | Объект культурного наследия: № 4310308000 |

| Логотип конкурса «Вики любит памятники» | Объект культурного наследия: № 4310308001 |

Массовое место отдыха летом — плотина на реке Осиновке. Находится в 2—3 км от посёлка по дороге на Даровское, Молому, Маромицу.

## Особо охраняемые природные территории
На территории Опаринского района располагается часть государственного природного заказника «Былина». Особо охраняемая природная территория регионального значения создана в 1994 году и находится в северо-западной части района.
Общая площадь заказника составляет 47 632 га, в том числе в Опаринском районе — 15 322 га.
Схемой территориального планирования Кировской области земли на северо-востоке района, прилегающие к Ульскому болоту, определены в качестве перспективной территории 1 очереди для организации особо охраняемой природной территории регионального значения «Ульское болото»

## Известные уроженцы

### Герои Советского Союза
- Волков Николай Николаевич[38] 23.02.1923 — 08.12.1977, родился в деревне Волгарице.
- Репсон, Альберт Густавович[39] 04.11.1921 — 22.08.1995, родился в селе Моломе.

### Герои России
- Козлов, Алексей Михайлович[40] 21.12.1934, родился в Опарино.

### Полные кавалеры ордена Славы
- Шатов, Пётр Иванович (1922—1991)[41], родился в деревне Шабуры.